# Église Saint-Martin de Doulaincourt-Saucourt
L'église Saint-Martin est une église catholique située à Doulaincourt-Saucourt, en France.

## Localisation

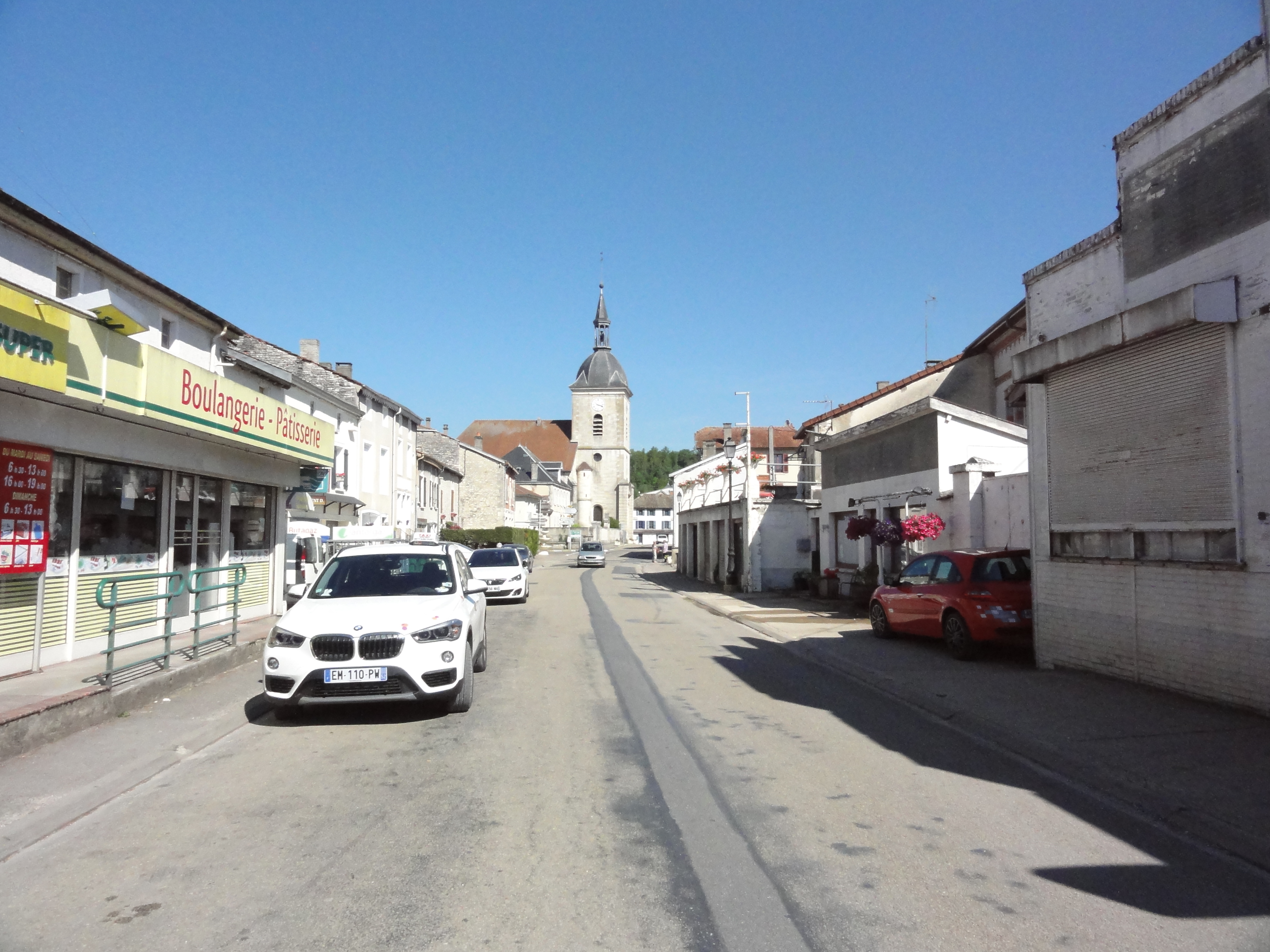
Position de l'église par rapport à la rue Général Philippe Leclerc

L'église est située dans le département français de la Haute-Marne, sur la commune de Doulaincourt-Saucourt dans le village de Doulaincourt place Charles de Gaulle face à la mairie.

## Historique
La première église de Doulaincourt vers 1200, était le siège d'une cure à la collation du chapitre de Reynel. Au XVIIIe siècle, une nouvelle église est bâtie entre 1732 et 1737 et après un ouragan, elle est reconstruite en 1751 - 1753. Le clocher, de l'architecte Didier Pierret, est terminé en 1786. En 1864 un orgue Cavaillé est acheté et en 1877 les vitraux du maître-vitrier Clément Haussaire sont placés,.
En 1990 l'édifice est inscrit au titre des monuments historiques . Plusieurs éléments sont inscrits au titre d'objets monuments historiques (Base Palissy).
En 1986, l'intérieur de l'église devient l'objet d'une étude de polychromie par M. Moulinier. Ceci est le début d'une restauration en étapes qui n'est terminé qu'en 2011. 
Pendant la dernière étape de la restauration, en 2011, les signatures des créateurs des retables ainsi que la date 1738 ont été découvertes : il s'agit des frères Marca (Jacques-François et Jean-Baptiste), sculpteurs - stucateurs ambulants d'origine italienne. Le stuc permettait aux artistes de travailler avec des moules aux formes basiques et facilement reproductibles et la malléabilité du stuc permettait l'adaptation des sculptures aux cas individuels. Cette technique réduisait grandement les prix des retables architecturés, ce qui était attractif pour les régions rurales plutôt pauvres.

## Architecture
C'est une église-halle divisé en trois vaisseaux et quatre travées par des piliers qui supportent les voûtes d'arêtes. La tour-porche est surmonté d'une campanile et flanqué au dehors d'une tourelle dans laquelle se trouve un escalier en vis. L'abside est rectangulaire avec un chevet plat.  

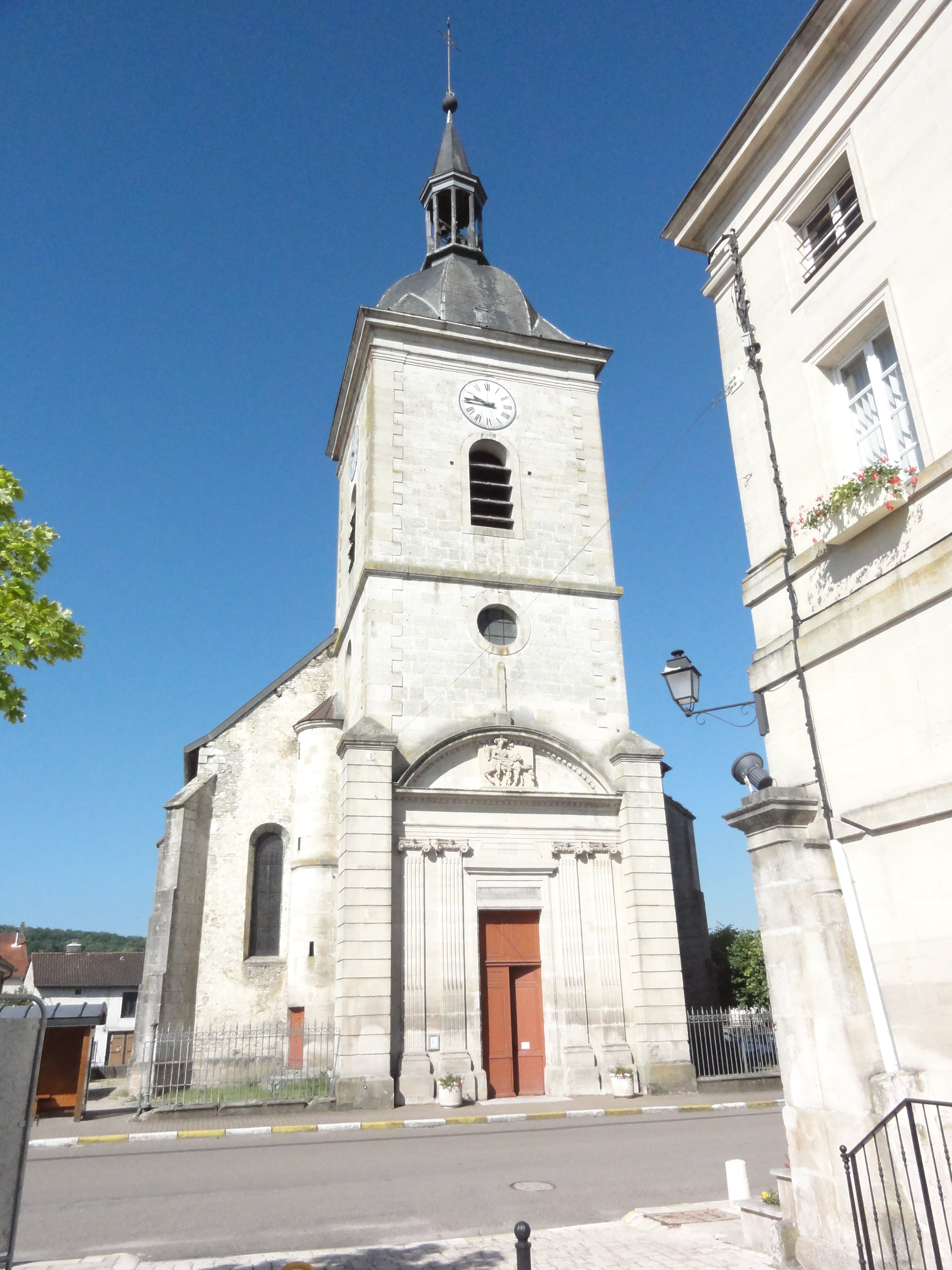
La tour, façade de l'entrée.
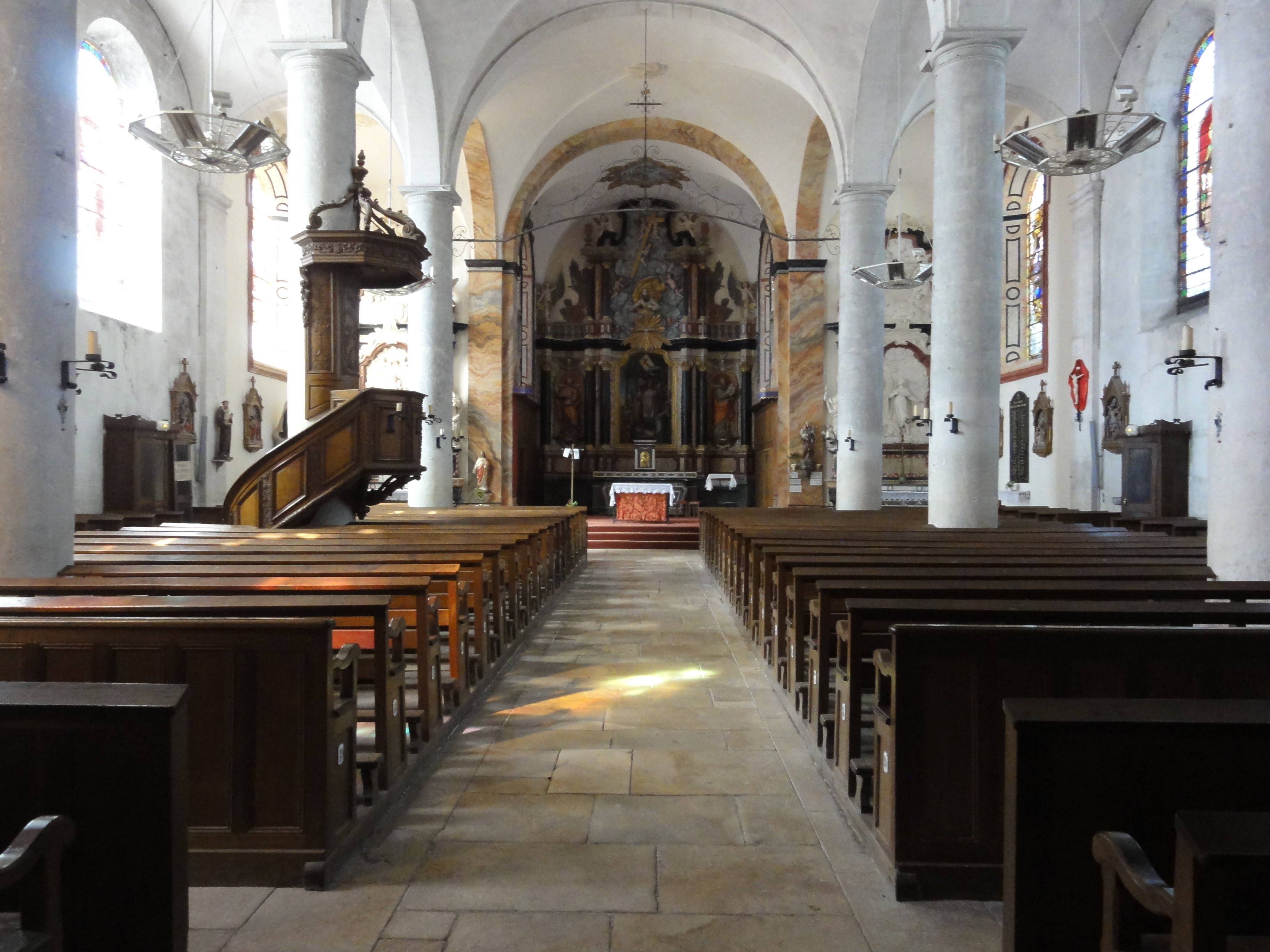
Le vaisseau central.
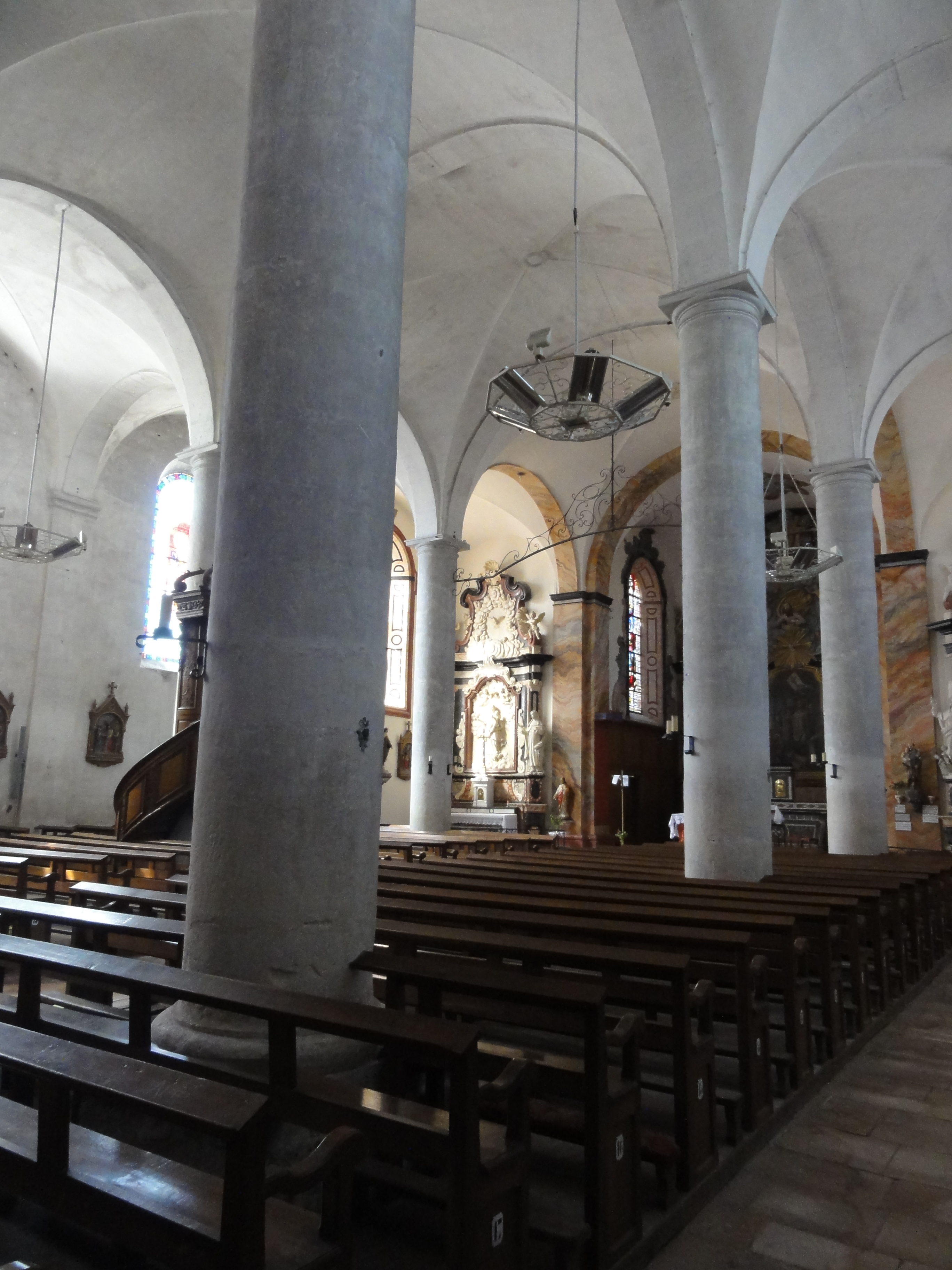
Piliers et voûtes.

## Décoration

### Retables
- Retable du maître-autel, par les frères Marca[6], bas-relief de Dieu le Père et la Colombe du Saint-Esprit) entouré d'angelots et d'un nuage de gloire, au-dessus un tableau représentant Saint-Martin flanqué des statues de Saint Pierre (à gauche) et de Saint Paul (à droite).
- Retable de Saint Roch, par les Marca [7], bas-relief de saint Roch de Montpellier dans une forêt avec le chien qui lui apporte du pain, et avec le  chapeau et le bâton de pèlerin ; les deux statues accompagnant représentent un évêque et le miracle des enfants ressuscités par Saint Nicolas.
- Retable de la Vierge, par les Marca[8], bas-relief d'une Vierge à l’Enfant avec deux angelots et des statues de saint Dominique et sainte Catherine de Sienne.

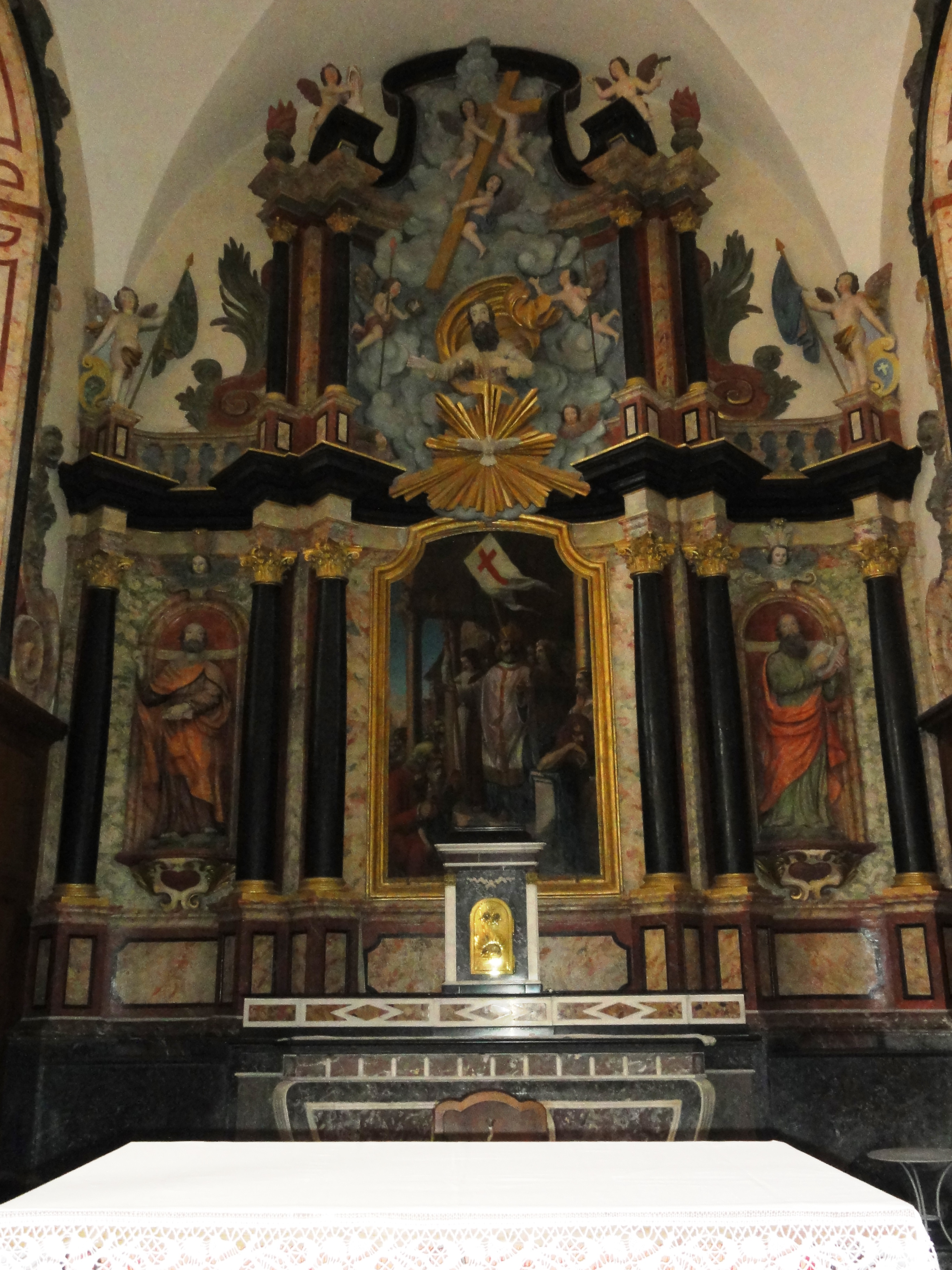
Retable du maître-autel.
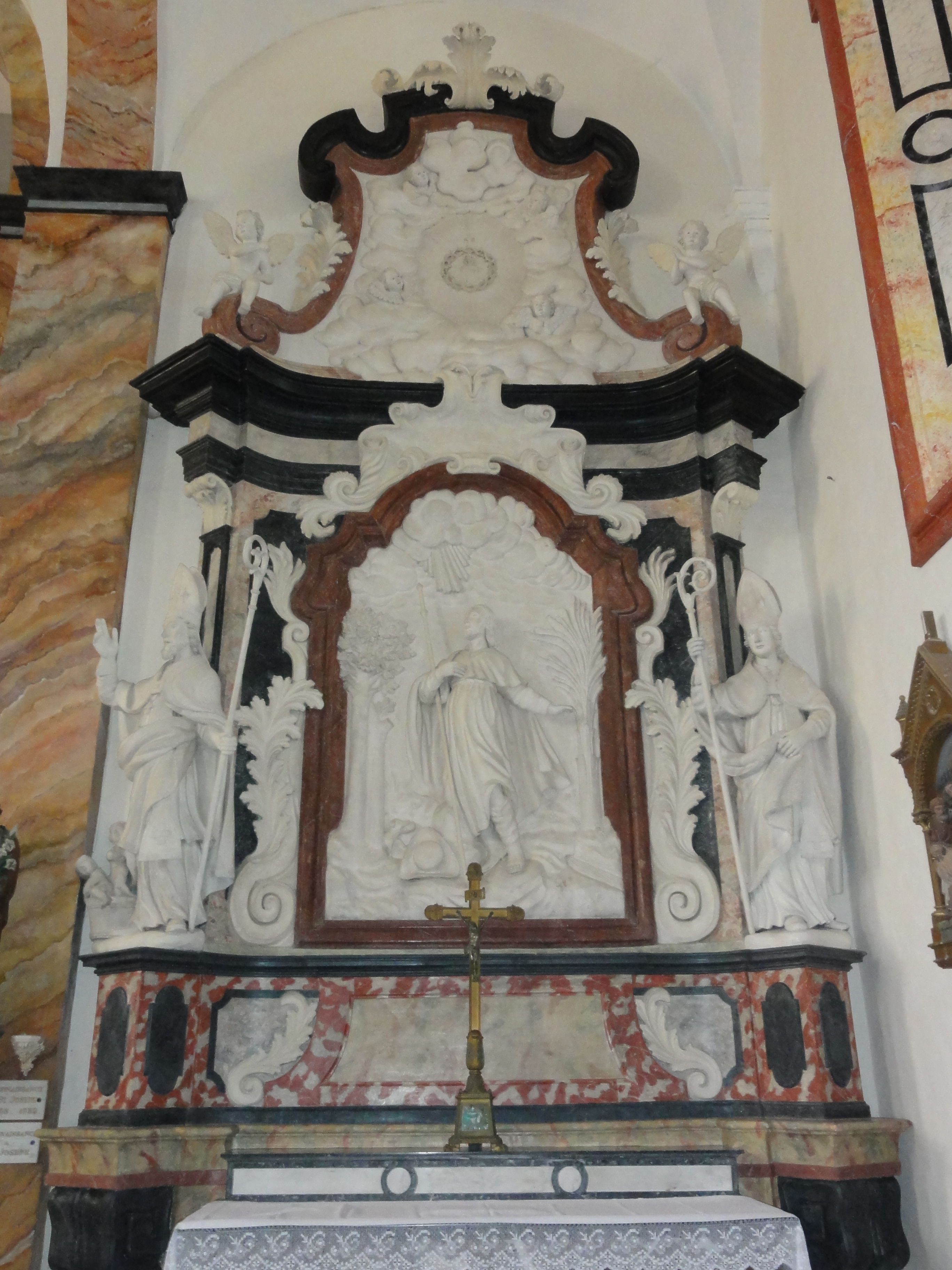
Retable dit de saint Roch.
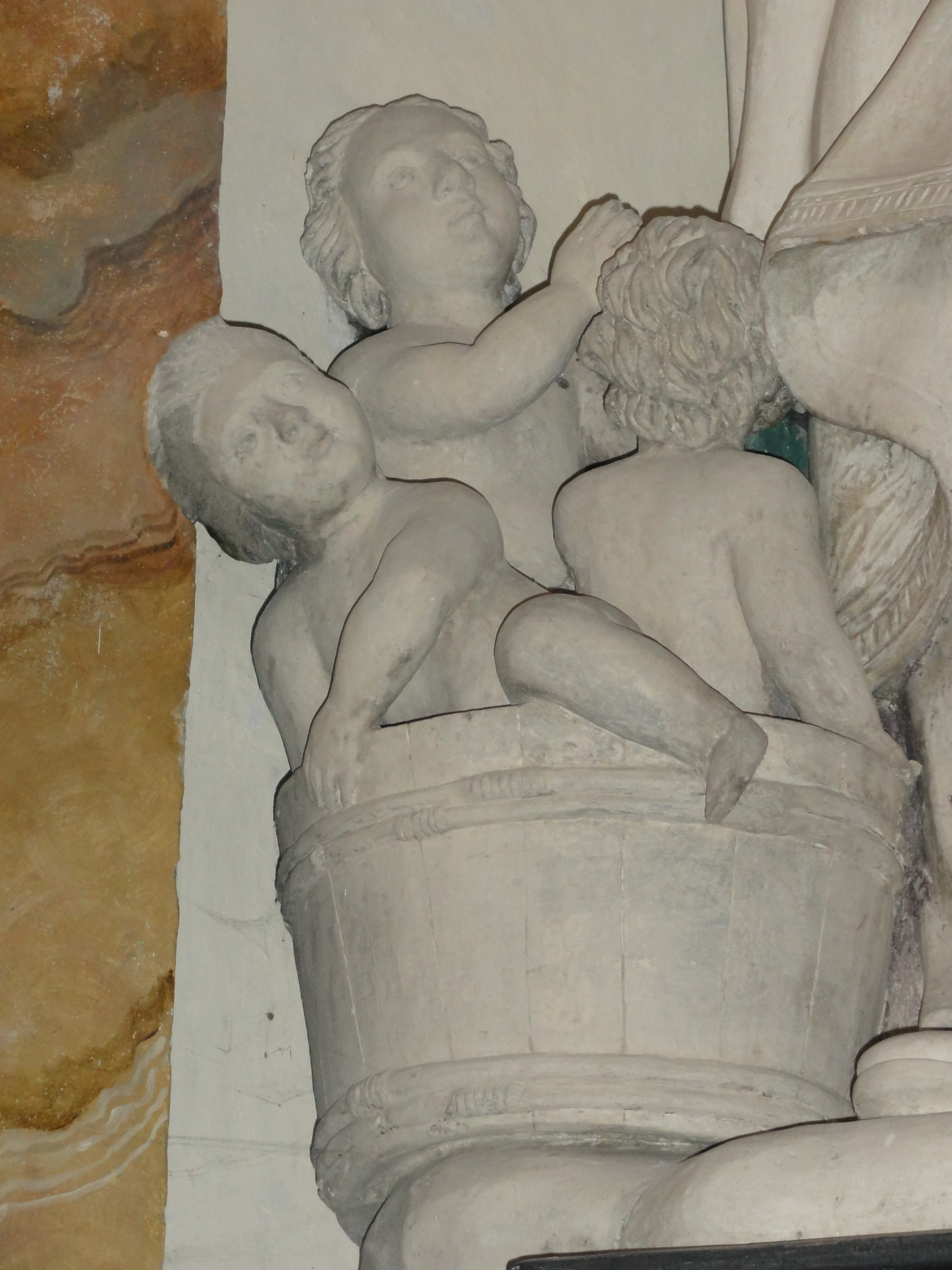
Retable de Saint-Roch, détail miracle de Saint Nicolas.
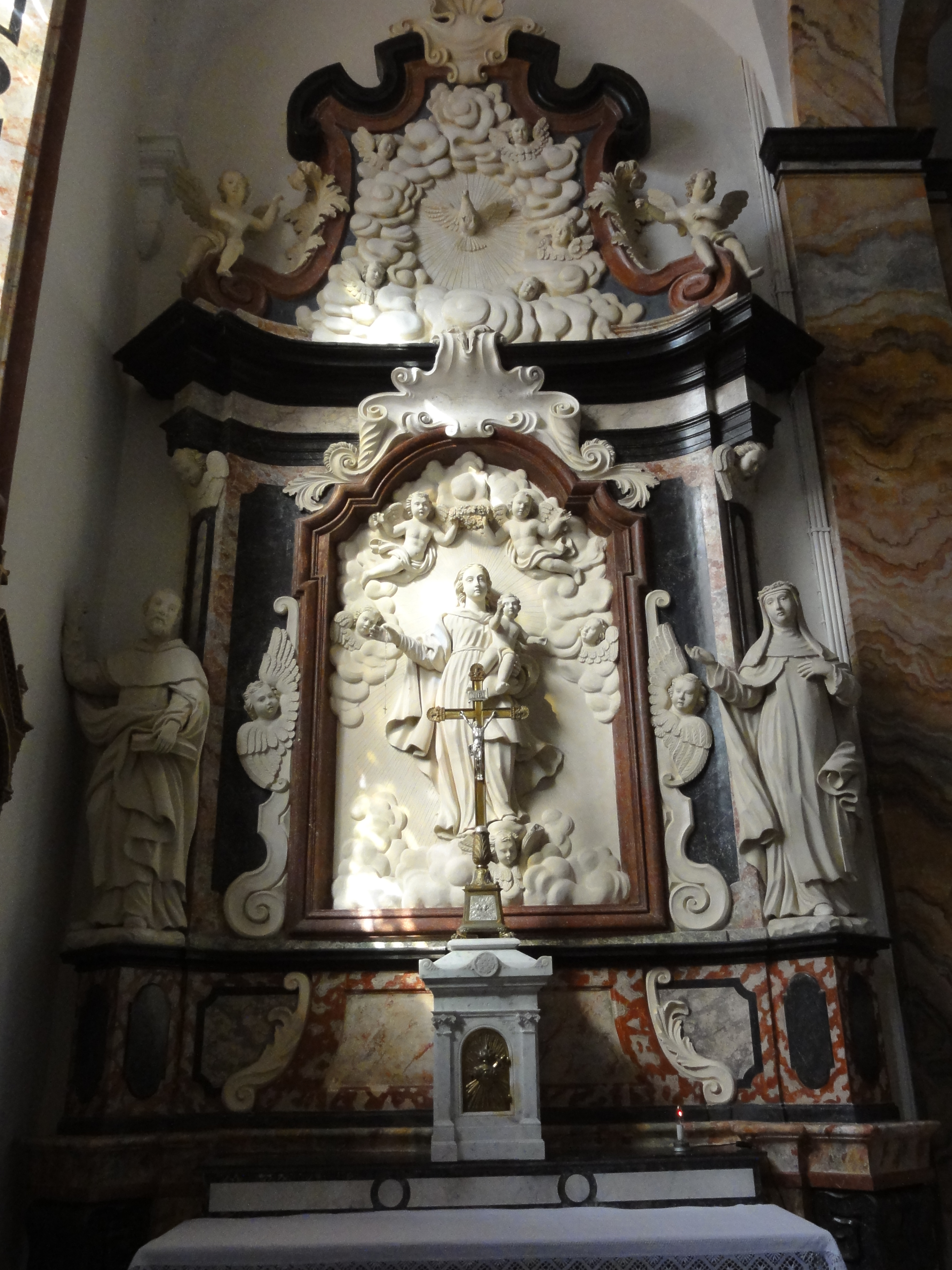
Retable dit de la Vierge.
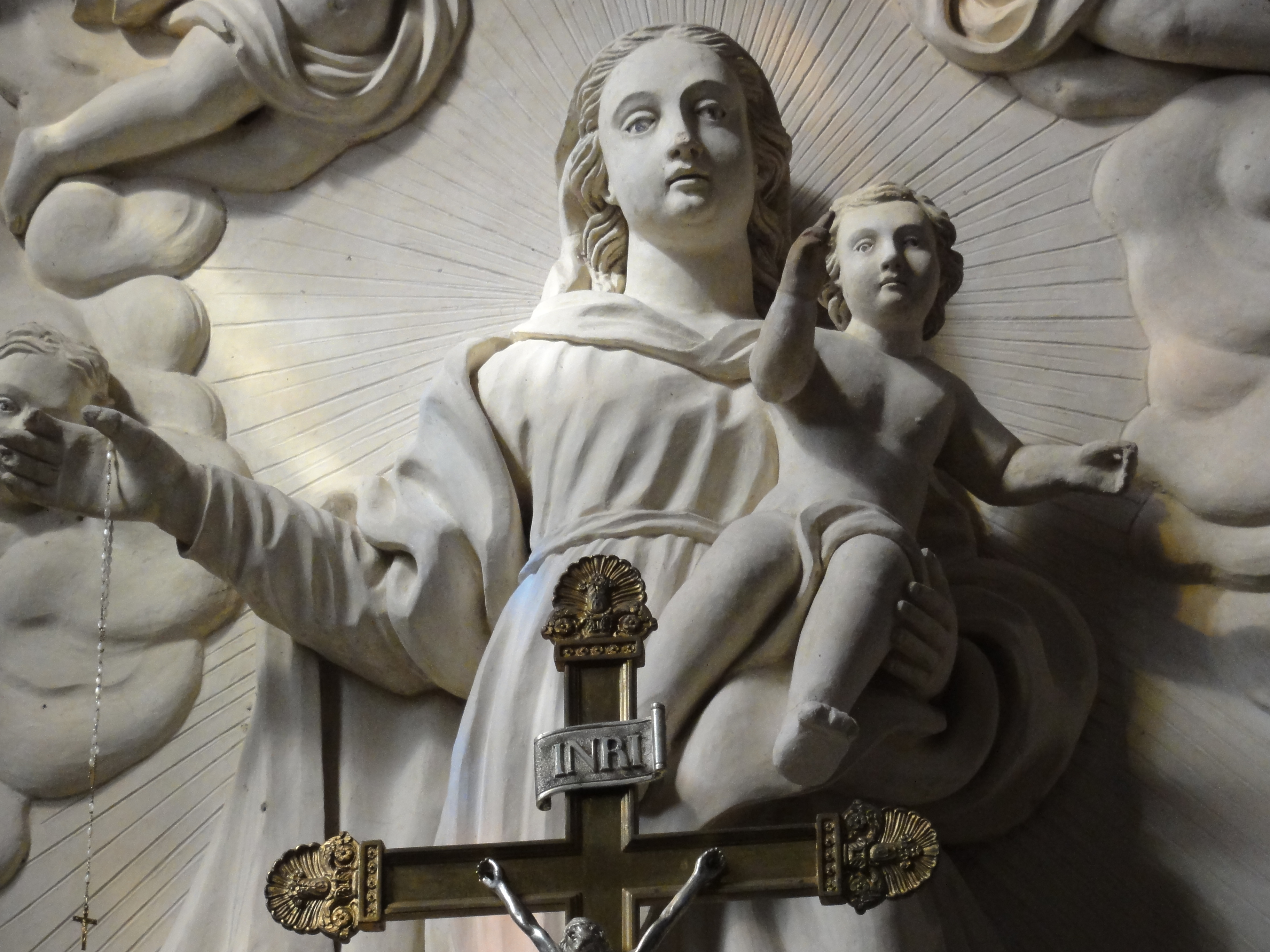
Retable de la Vierge, détail.

### Vitraux
L'église abrite des vitraux, dont une série du maitre-verrier Clément Haussaire datant de 1877.  
Y sont représentés : L'archange Michael, Saint Louis, Sainte Bernadette Soubirous, éducation de la Sainte-Vierge, Sainte Philomène, la Sainte Vierge Marie, retour de l'enfant prodigue, baptême de Notre Seigneur, Sacré Cœur du Christ, Saint Jean l'évangéliste, Saint Joseph avec l'Enfant Jésus, et la descente de la Croix. Dans le portail deux petits vitraux affichent les symboles du Christ et de l'absolution.  

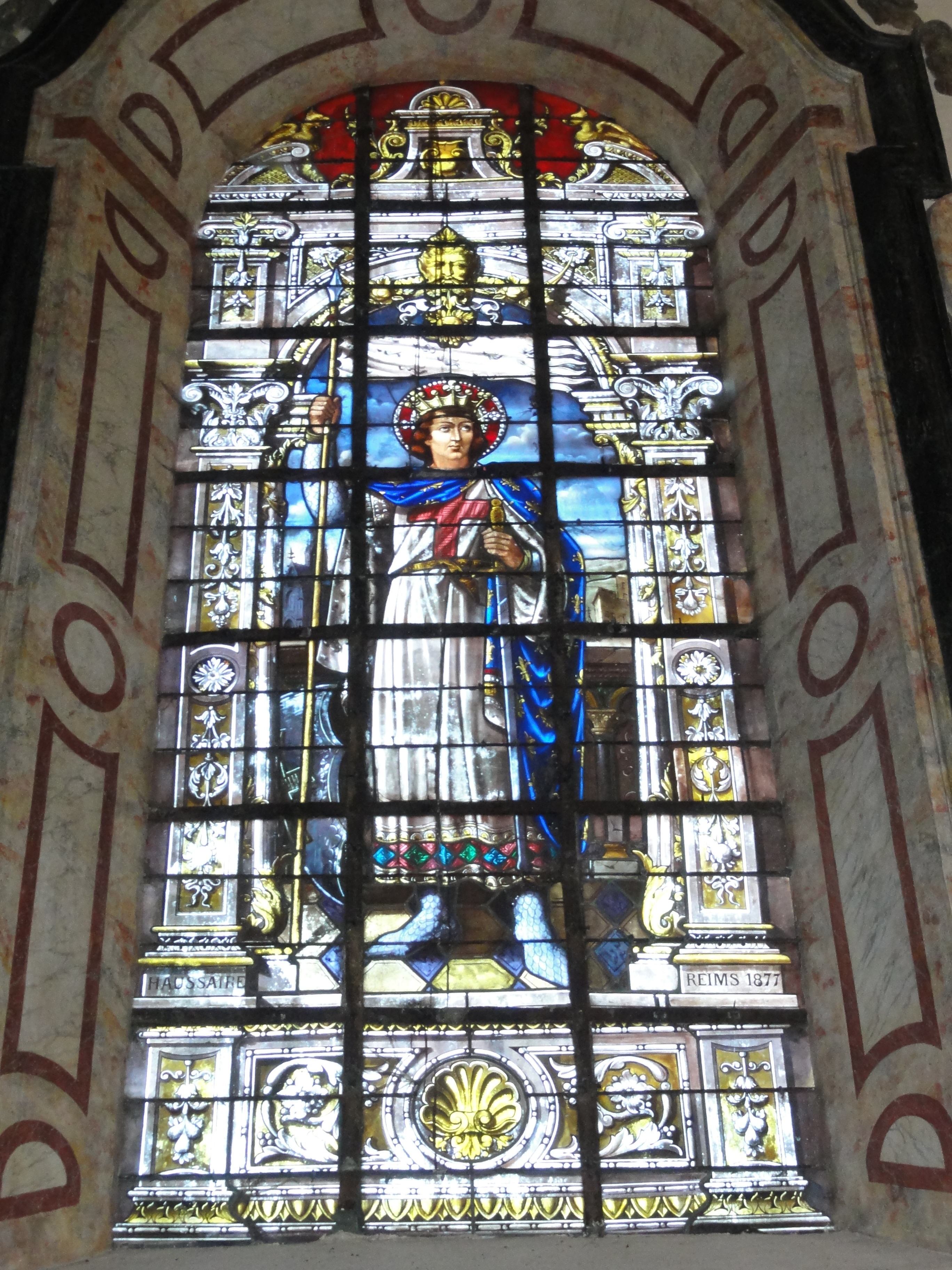
Vitrail de Saint Louis, signé Haussaire, Reims 1877
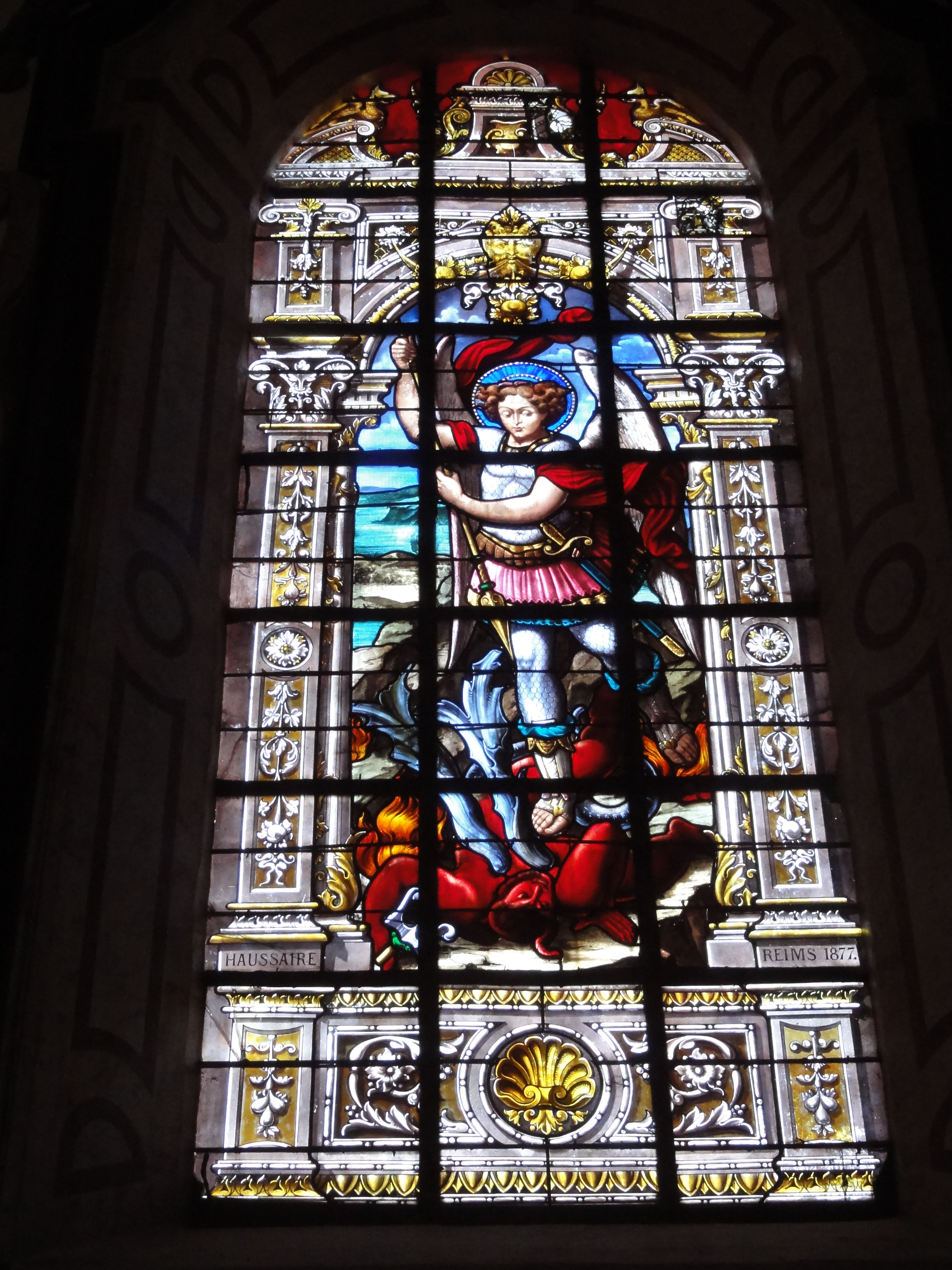
Vitrail de l'archange Michael.
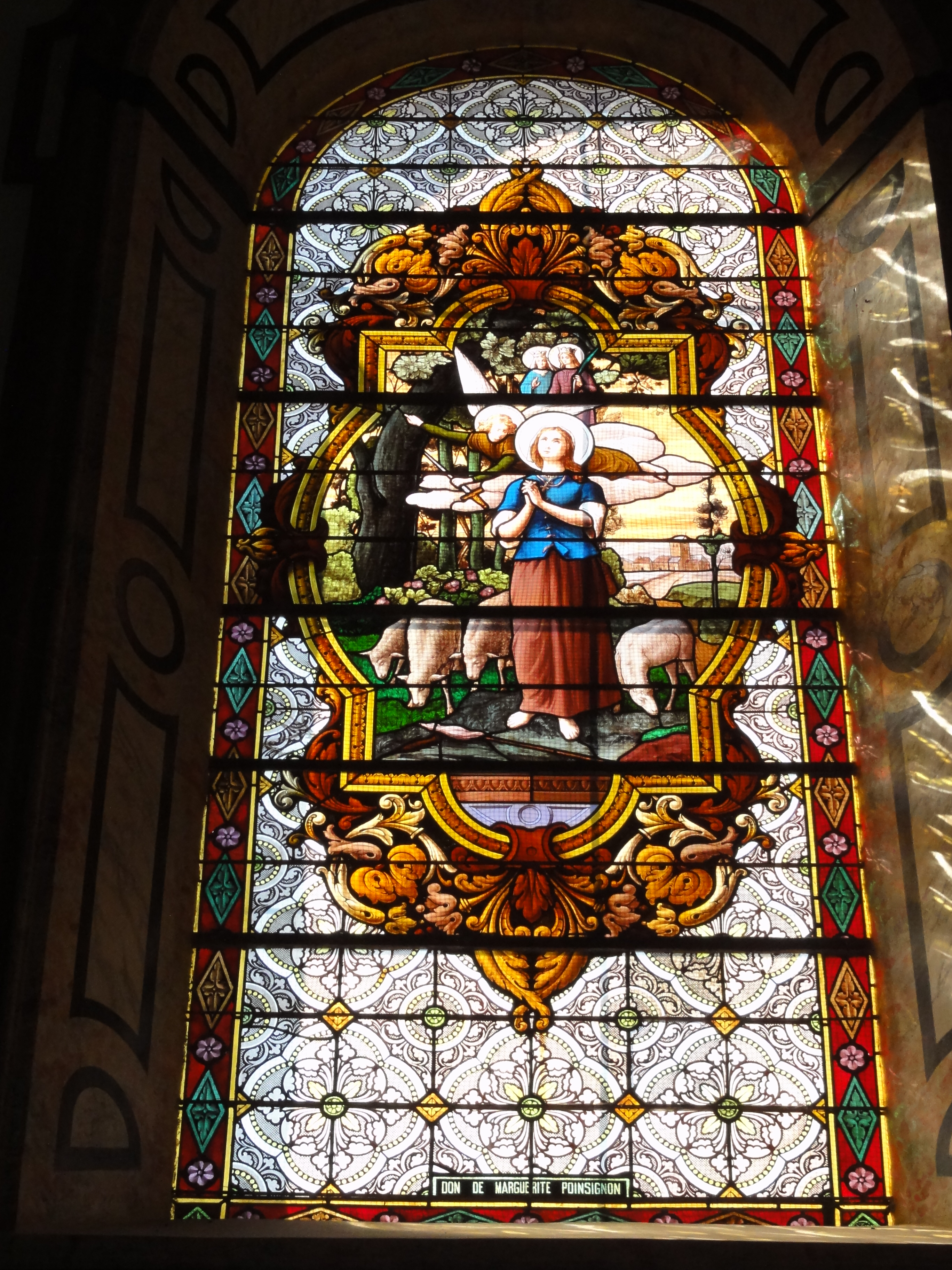
Vitrail de Bernadette Soubirous.
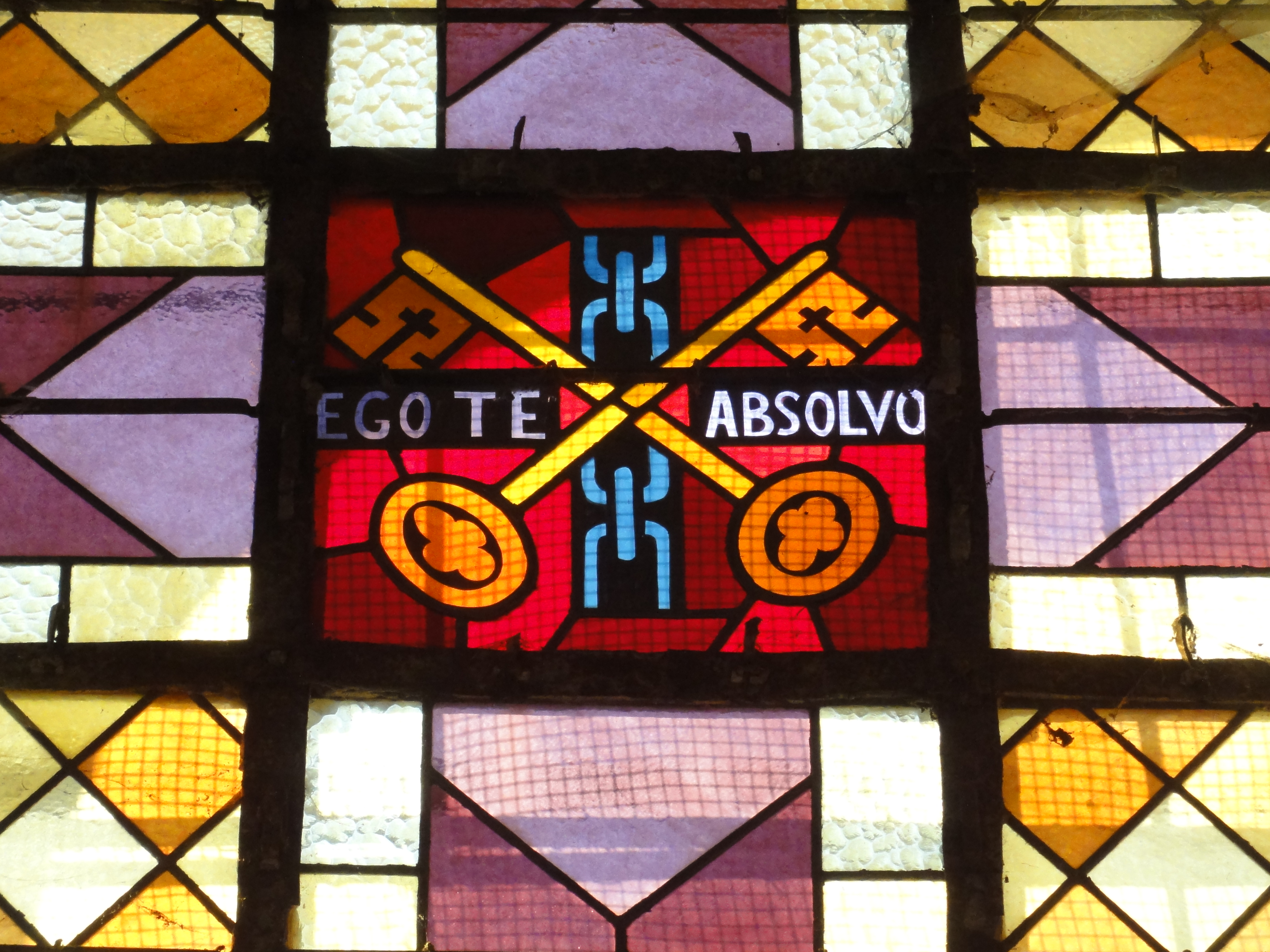
Petit vitrail aux symboles de l'absolution.

### Mobilier
- Orgue de tribune, le seul orgue haut-marnais entièrement construit par Aristide Cavaillé-Coll[9] acheté en 1864 pour 8.700 f. et livré le 19 juin 1865[10].
- Chaire à prêcher en bois sculpté [11].
- Christ en croix, statue ivoire sur croix en fer[12].
- Chemin de croix  en stuc polychrome.

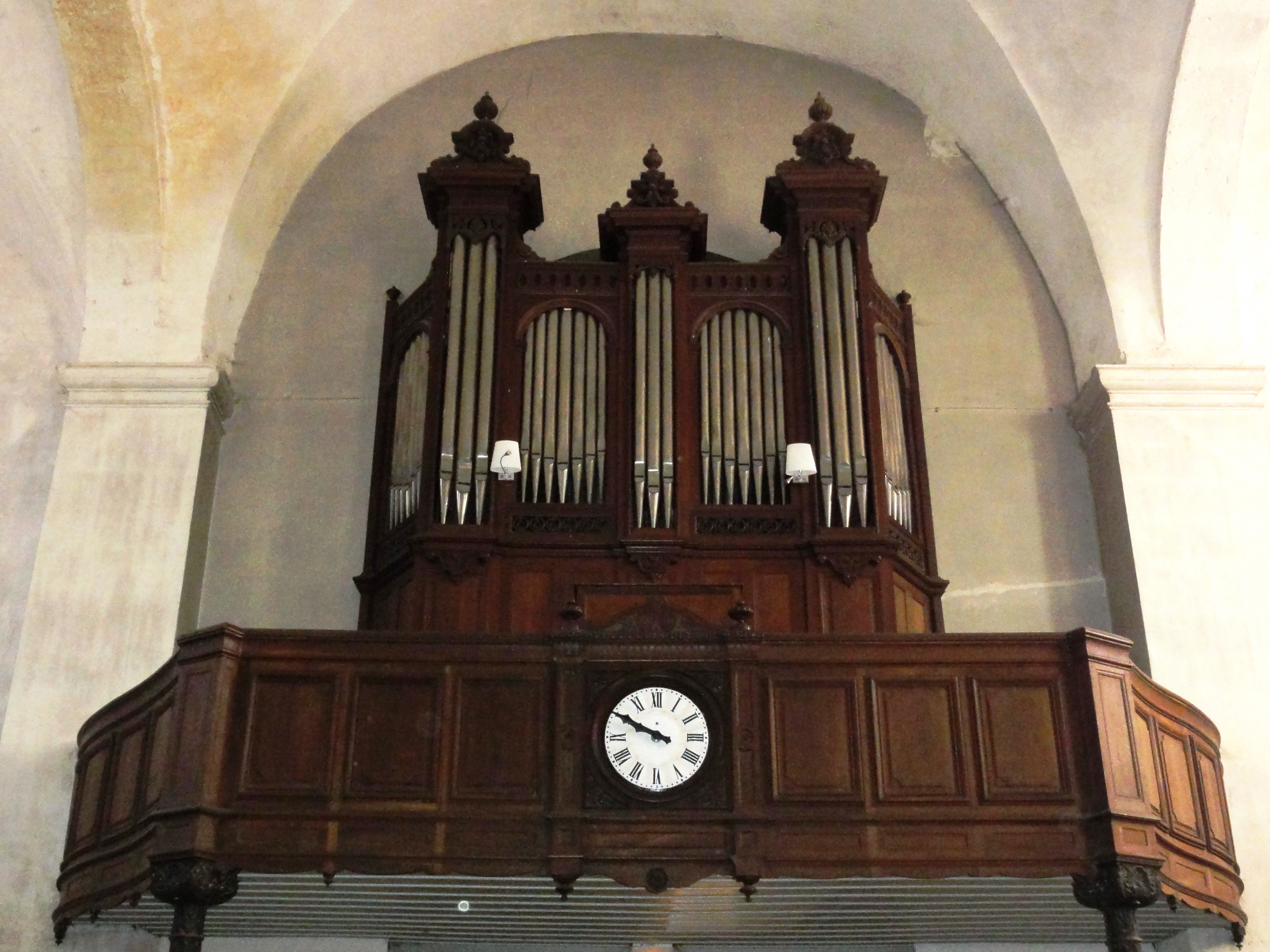
Orgue de tribune (Aristide Cavaillé-Coll)
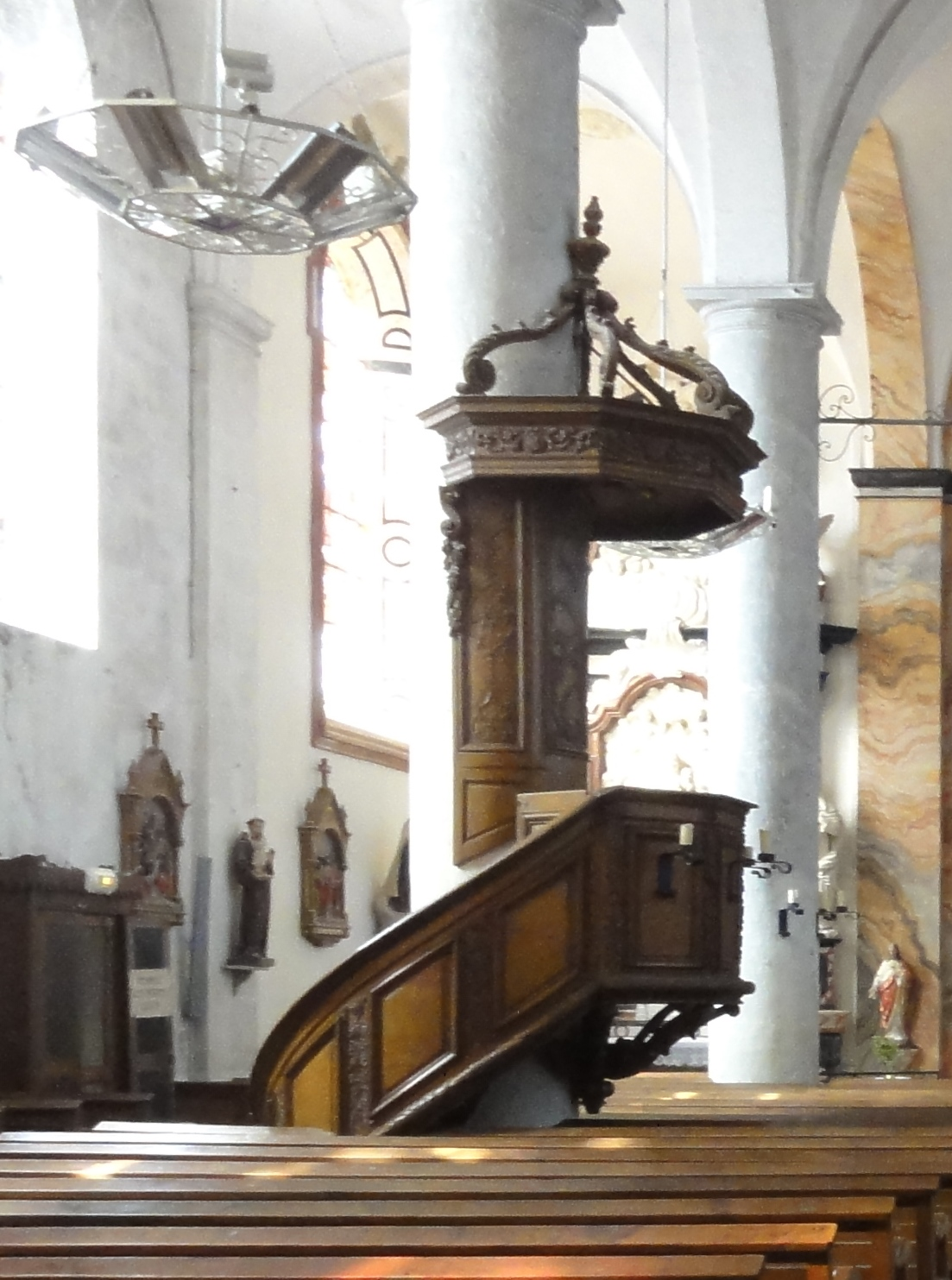
Chaire à prêcher.
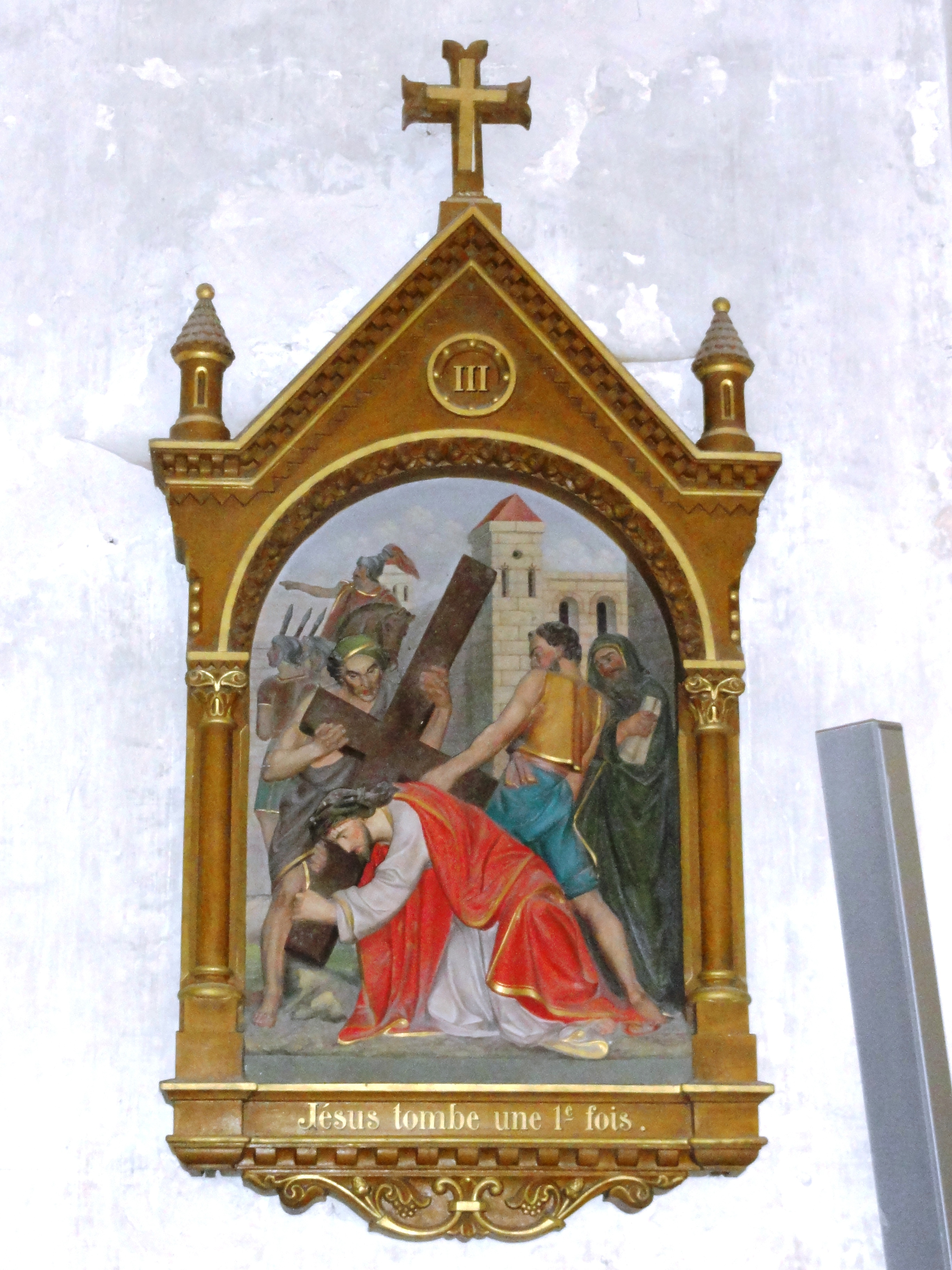
Chemin de croix, station 3, Jésus tombe une 1re fois.
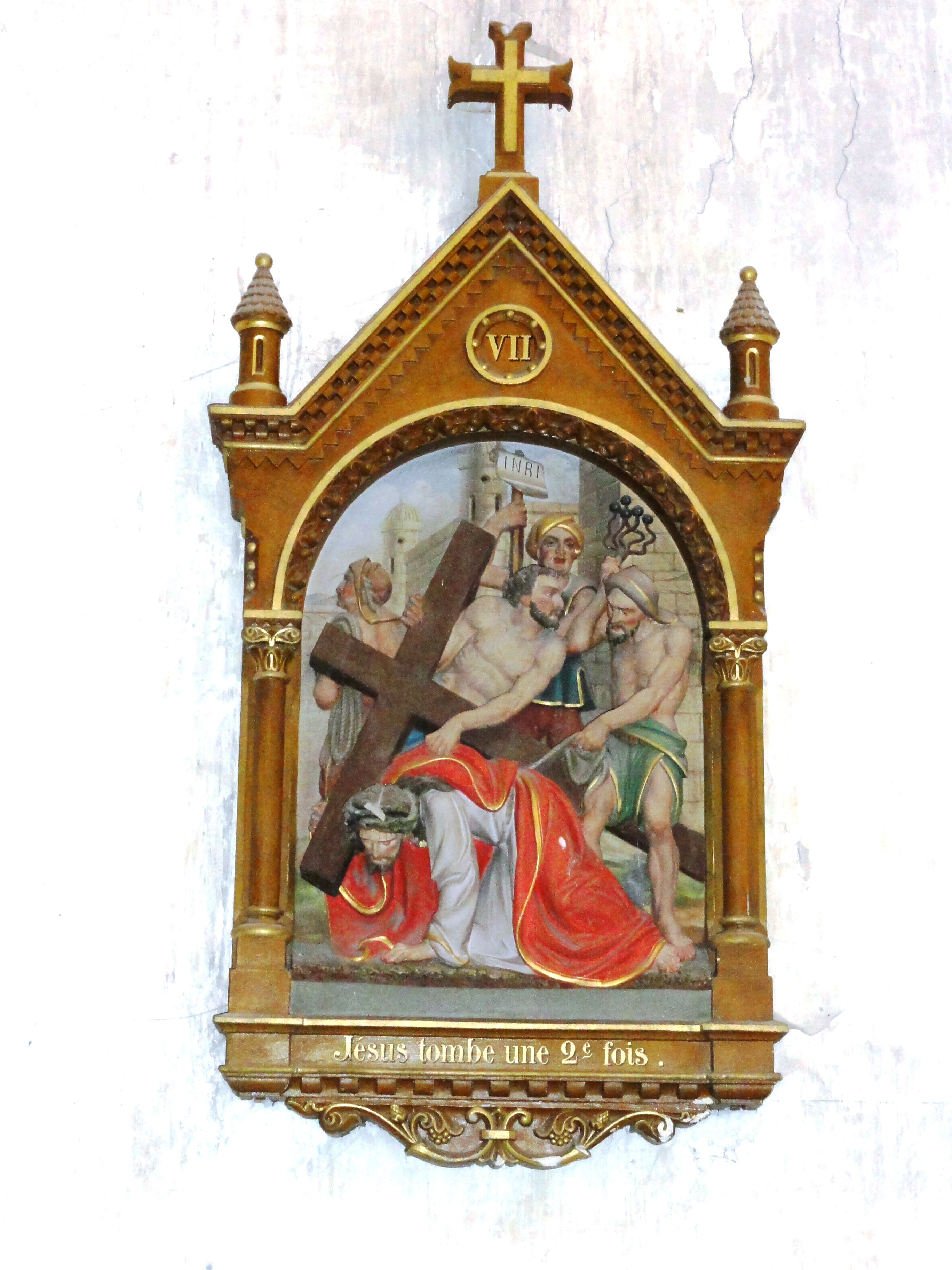
Chemin de croix, station 7, Jésus tombe une 2e fois.
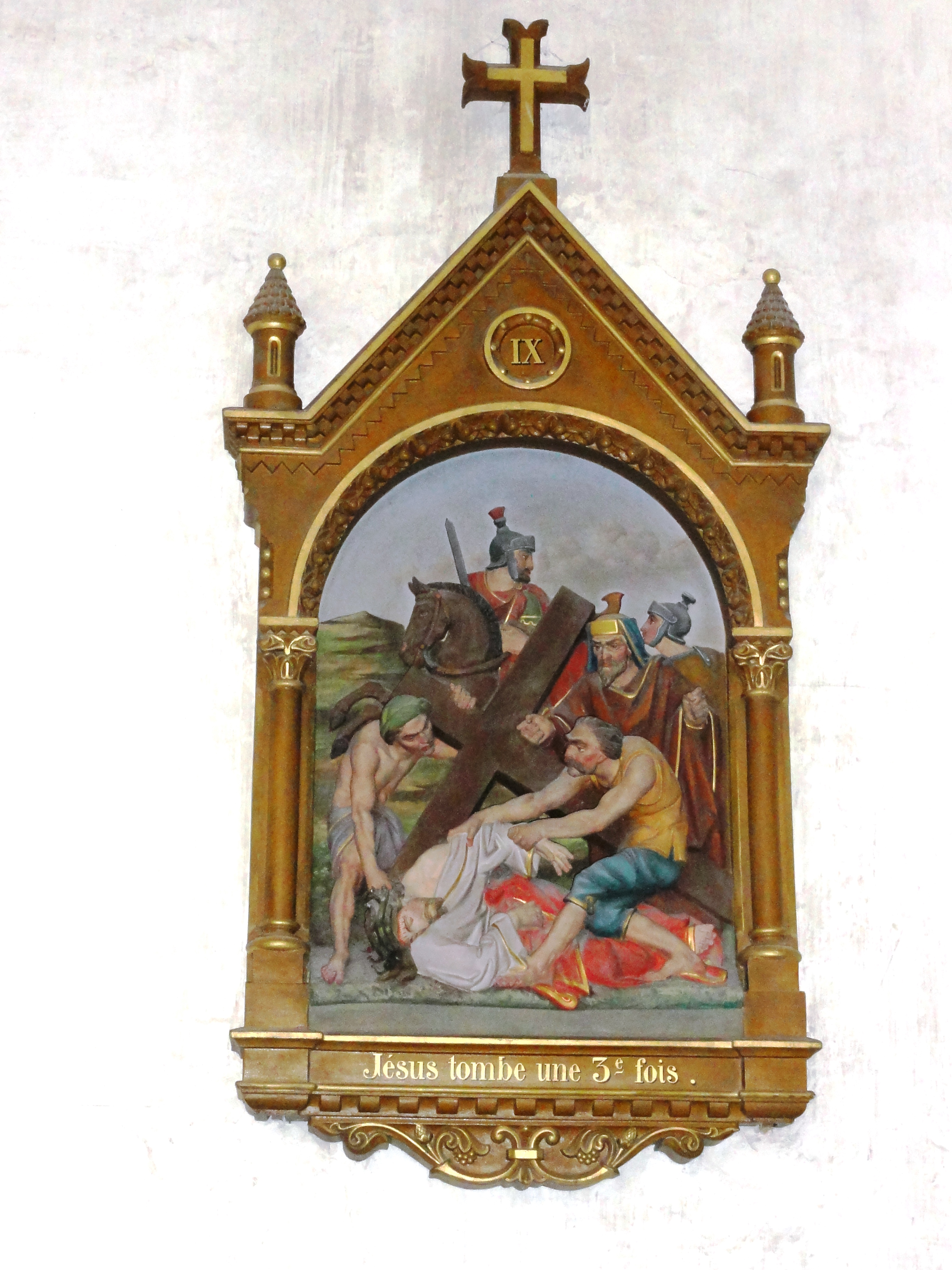
Chemin de croix, station 9, Jésus tombe une 3e fois.